# Polyposthiidae
Famille
Les Polyposthiidae sont une famille de vers plats marins, de la super-famille des Cryptoceloidea (sous-ordre des Acotylea, ordre des Polycladida).

## Systématique

### Famille des Polyposthiidae
Le nom valide complet (avec auteur) de ce taxon est Polyposthiidae Bergendal, 1893.

### Liste des genres
Selon la base de données World Register of Marine Species (19 novembre 2023), la famille des Polyposthiidae regroupe les genres suivants :
- genre Bergendalia Laidlaw, 1903
- genre Cryptocelides Bergendal, 1890
- genre Metaposthia Palombi, 1923
- genre Polyphalloplana Beauchamp, 1951
- genre Polyposthia Bergendal, 1893
- genre Polyposthides Palombi, 1923